# Scirpophaga goliath
Scirpophaga goliath là một loài bướm đêm trong họ Crambidae.